# ان‌جی‌سی ۶۷۸۱
ان‌جی‌سی ۶۷۸۱ (انگلیسی: NGC 6781) یک سحابی سیاره‌ای است که در صورت فلکی عقاب جای دارد. این سحابی در ۳۰ ژوئیه ۱۷۸۸ توسط ستاره شناس انگلیسی-آلمانی ویلیام هرشل کشف شد.